# Eurovision Young Musicians 2008

Länder, die 2008 teilgenommen haben
Länder, die 2008 bereits im Halbfinale ausgeschieden sind
Länder, die in der Vergangenheit teilgenommen haben, jedoch nicht 2008

Der 14. Eurovision Young Musicians (EYM) fand am 9. Mai 2008 in Wien, der Hauptstadt von Österreich, statt. Es war der insgesamt vierte Wettbewerb und der zweite hintereinander, der in Wien stattfand. Gleichzeitig war es das Eröffnungskonzert der Wiener Festwochen. Sieger des Wettbewerbes ist der Klarinettist Dionysios Grammenos aus Griechenland mit dem Stück Concerto pour clarinette et orchestre (4. Teil) von Jean Françaix.

## Teilnehmer
Insgesamt nahm 16 Länder teil, um zwei weniger als im Vorjahr. Nach Auflösung des Staatenbundes Serbien und Montenegros nahm Serbien erstmals als eigenständige Nation am Wettbewerb teil, auch die Ukraine feierte ihr Debüt beim Eurovision Young Musicians. Deutschland kehrte nach einmaliger Pause zum Wettbewerb zurück.
Belgien, Bulgarien, die Schweiz und Tschechien zogen ihre Teilnahme ebenfalls zurück.

## Halbfinale
Die Halbfinale fanden  im Theater an der Wien statt. Sie waren nur für geladene Zuhörer besuchbar.
Die Ergebnis dieser Vorentscheidungen wurde in einer Pressekonferenz am 6. Mai am Wiener Rathausplatz bekanntgegeben.

### Erstes Halbfinale
Das erste Halbfinale fand am 4. Mai statt. Folgende Künstler qualifizierten sich für das Finale:
| Startnr. | Land                   | Interpret           | Instrument    | Musikstück/e |
| -------- | ---------------------- | ------------------- | ------------- | --- |
| 1        | Kroatien               | Marin Maras         | Violine       | Sonata in c minor (Largo-Allegro moderato) von Francesco Geminiani Scherzino von Franjo Krežma Zigeunerweisen, op.20 von Pablo de Sarasate |
| 2        | Vereinigtes Königreich | Philip Achille      | Mundharmonika | Kleine Suite von James Moody |
| 3        | Österreich             | Sol Daniel Kim      | Cello         | 1. Sonate für Arpeggione und Klavier in a-Moll (D 821) von Franz Schubert Variationen eines Themas von Rossini von Niccolò Paganini |
| 4        | Ukraine                | Anna Fedorova       | Klavier       | Sonata, Op. 57, I mv. von Ludwig van Beethoven Trois Valses Opus 70 N1 von Frédéric Chopin Trois Valses Opus 34 N3 von Frédéric Chopi |
| 5        | Deutschland            | Kathy Kang          | Violine       | Sonate für Violine und Piano, 2. Satz - Allegro von César Franck Paganinianavon Nathan Milstein |
| 6        | Schweden               | Maria Verbaite      | Klavier       | Sonate in C-Dur Hob. XVI:50 von Joseph Haydn Piano Study in Mixed Accents von Ruth Crawford Seeger Islamej (orientalische Fantasie) von Mili Alexejewitsch Balakirew                                                                                             |
| 7        | Rumänien               | Stefan Besan        | Violine       | The Strolling Fiddler for Violin solo, from the Suite "Eindrücke der Kindheit" in D-Dur Op.28 von George Enescu Introduction et Rondo capriccioso in A-Moll, Op.28 für Violine und Klavier von Camille Saint-Saëns Miniatur für Violine und Klavier von G. Neaga |
| 8        | Griechenland           | Dionysios Grammenos | Klarinette    | Drei Teile für ein Klarinetten Solo von Igor Fjodorowitsch Strawinski Rigoletto Fantasia Di Concerto von Alamiro Giampieri |

 Interpret hat sich für das Finale qualifiziert.

### Zweites Halbfinale
Das zweite Halbfinale fand am 5. Mai statt. Folgende Künstler qualifizierten sich für das Finale:
| Startnr. | Land        | Interpret            | Instrument | Musikstück/e |
| -------- | ----------- | -------------------- | ---------- | --- |
| 9        | Finnland    | Roope Gröndahl       | Klavier    | Bagatelle G-Moll, Op. 119, No. 1 von Ludwig van Beethoven Op. 1 Klaviersonate von Alban Berg Toccata von Maurice Ravel    |
| 10       | Niederlande | Steven Bourne        | Cello      | Sonate für Violoncello und Klavier von Claude Debussy                                                                     |
| 11       | Slowenien   | Jan Gricar           | Saxophon   | Fantasie sur un theme original von Jules Demersseman Aria & Improvisation von Blaz Pucihar                                |
| 12       | Norwegen    | Eldbjørg Hemsing     | Violine    | Tzigane (Rhapsodie für Orchester) von Maurice Ravel Subito für Violine und Klavier von Witold Lutosławski                 |
| 13       | Serbien     | Mina Zakic           | Cello      | Impromptu G-Dur, Op.90 von Franz Schubert Introduction et Polonaise Brillante, Op.3 von Frédéric Chopin                   |
| 14       | Zypern      | Orfeas Hiratos       | Klarinette | Sonate: Allegro von Franz Danzi Fantasiestücke I von Robert Schumann 4 Miniatures: Nos 3 & 4 von B. Brun                  |
| 15       | Russland    | Anastassija Kobekina | Cello      | Rondo von Luigi Boccherini Nocturn von Pjotr Iljitsch Tschaikowski Am Springbrunnen op. 20/2 von Karl Juljewitsch Dawidow |
| 16       | Polen       | Marta Kowalczyk      | Violine    | Fantaisie brillante über Faust op.20 von Henryk Wieniawski                                                                |

 Interpret hat sich für das Finale qualifiziert.

### Jury
1. Jerzy Maksymiuk (Jury-Leitung)
2. Jeanette De Boer (Klavier)
3. Günter Voglmayr (Flöte, Wiener Philharmoniker)
4. Franz Bartolomey (Cello)
5. Kaja Danczowska (Violine)
6. Ranko Markovic (Intendant des Wiener Universitätskonversatoriums/Klavier)

## Finale

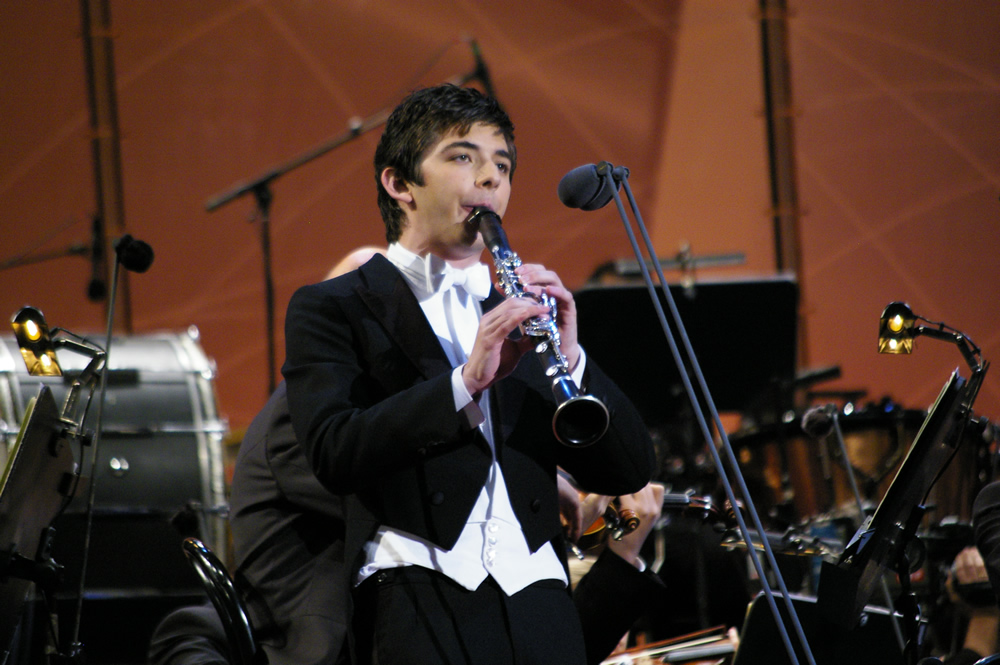
Dionysios Grammenos aus Griechenland, Sieger 2008

Das Finale fand am Freitag, dem 9. Mai 2008 am Wiener Rathausplatz vor rund 45.000 Menschen statt. Die österreichischen Fernsehzuschauer konnten zum ersten Mal zusätzlich durch ein Zuschauer-SMS-Voting über ihren Liebelingskanditaten abstimmen.
Die Teilnehmer wurden von einer Fachjury bewertet, welche von Sir Roger Norrington geleitet wurde.
Begleitet wurden die Finalisten von den Wiener Symphonikern unter Leitung von Aleksandar Markovic.
| Platz | Startnr. | Land                   | Interpret            | Instrument    | Musikstück/e                                                      |
| ----- | -------- | ---------------------- | -------------------- | ------------- | ----------------------------------------------------------------- |
| 1.    | 5        | Griechenland           | Dionysios Grammenos  | Klarinette    | Concerto pour clarinette et orchestre (4. Teil) von Jean Françaix |
| 2.    | 4        | Finnland               | Roope Gröndahl       | Klavier       | Klavier Konzert in b-Moll von Pjotr Iljitsch Tschaikowski         |
| 3.    | 7        | Norwegen               | Eldbjørg Hemsing     | Violine       | Carmen-Fantasie von Franz Waxman                                  |
| –     | 1        | Slowenien              | Jan Gricar           | Saxophon      | Pequeña Czarda von Pedro Iturralde                                |
| –     | 2        | Russland               | Anastassija Kobekina | Cello         | Konzert in C-Dur von Joseph Haydn                                 |
| –     | 3        | Vereinigtes Königreich | Philip Achille       | Mundharmonika | Konzert für Mundharmonika von Michael Spivakovsky                 |
| –     | 6        | Niederlande            | Steven Bourne        | Cello         | Elegie von Gabriel Fauré                                          |

 Gewinner des Publikumspreises

### Jury
1. Sir Roger Norrington (Jury-Leitung/Violine)
2. Alison Balsom (Trompete)
3. Günter Voglmayr (Flöte, Wiener Philharmoniker)
4. Lars Anders Tomter (Viola)
5. Jeanette De Boer (Klavier)
6. Ranko Markovic (Intendant des Wiener Universitätskonversatoriums/Klavier)

## Fernsehübertragung
2008 wurde der Wettbewerb in 18 verschiedene Länder übertragen.
| Land                   | Sender   |
| ---------------------- | -------- |
| Österreich             | ORF      |
| Deutschland            | WDR/ARD  |
| Finnland               | YLE      |
| Griechenland           | ERT      |
| Island                 | RUV      |
| Kroatien               | HRT      |
| Litauen                | LRT      |
| Niederlande            | NPS      |
| Norwegen               | NRK      |
| Polen                  | TVP      |
| Rumänien               | TVR      |
| Russland               | KTVC/RTR |
| Slowenien              | RTVSLO   |
| Schweden               | SVT      |
| Serbien                | RTS      |
| Ukraine                | NTU      |
| Vereinigtes Königreich | BBC      |
| Zypern                 | CYBC     |